# Шитиков Лог
Шитиков Лог — поселок в Новозыбковском городском округе Брянской области.

## География
Находится в западной части Брянской области на расстоянии приблизительно 6 км на восток-северо-восток по прямой от железнодорожного вокзала районного центра города Новозыбков.

## История
Известен с 1930-х годов. До 2019 года входил в Замишевское сельское поселение Новозыбковского района до их упразднения.

## Население
Численность населения: 22 человека в 2002 году (русские 100 %), 21 в 2010.